# Гімн Монголії
У XX столітті в Монголії було кілька національних гімнів. Перший використовувався в 1924—1950, другий — у 1950—1962, третій — у 1961—1991 роках. Після демократичної революції 1991 року знову введений гімн 1950 року, з якого виключений другий куплет, де прославлялися Ленін, Сталін, Сухе-Батор та Чойбалсан. 11 червня 2006 року Великим державним хуралом було прийнято рішення у зв'язку з святкуванням 800-річчя заснування  Монгольської імперії включити в текст згадки про Чингісхана.

## Сучасний варіант гімну

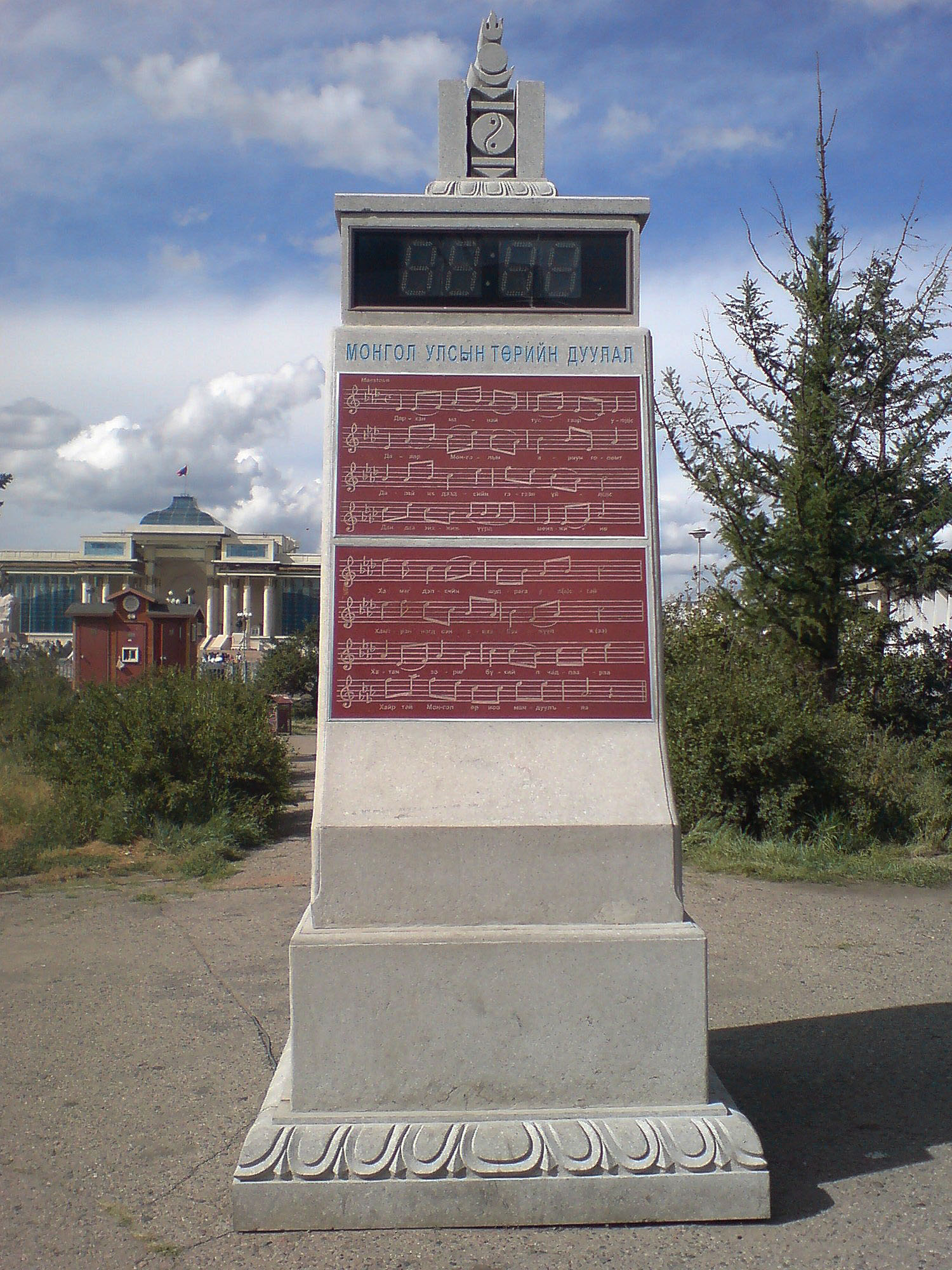
Стела з вигравіруваними на ній словами та мелодією гімну (площа Сухе-Батора, Улан-Батор)

Дархан Манай і самиай

Даяар Монголин аріун голомт
Далай їх деедсійн гегеен үйлс
Дандан енхжін, үүрд мөнхөжнө
Хамаг делхійн шударга улстай
Хамтран негдсен евее бехжүүлж
Хата зоріг бүхій л чадлаараа
Хайртай Монгол Орон мандуул'я
Өндөр төрійн мінь сүлд івееж
Өргөн түмній мінь заяа түшіж
Үндес язгуур, Хел, соелоо
Үрійн үрдее өвлөн Бадран
Ерелхег Монголин Золту ардууд
ерх чөлөө жаргалиг едлев
Жаргалин түлхүүр, хөгжлійн тулгуур
Жавхлант Манай Орон мандтугай

## 1991-2001
Дархан Манай хувьсгалт УЛС
Даяар монголин аріун голомт
Дайсни хөлд хезее год орохгүй
Дандан енхжін үүрд мөнхжінө
Хамаг делхійн шударга улстай
Хамтран негдсен егнеег бехжүүлж
Хата зоріг бүхій чадлаараа
Хайрт Монгол Орно мандуул'я
Зорігт Монголин Золту ардууд
Зовлонг тонілгож, жаргалиг едлев
Жаргалин түлхүүр, хөгжлійн тулгуур
Жавхлант Манай Орон мандтугай
Хамаг делхійн шударга улстай
Хамтран негдсен егнеег бехжүүлж
Хата зоріг бүхій чадлаараа
Хайрт Монгол Орно мандуул'я

## 1961-1991
Урьдин берх дарлалиг устгаж
Ардин ерх жаргалиг тогтоож
Бүх нійтійн зорігійг ілтгесен
Бүгд Найрамдах Ульсан байгуулсан
Сайхан Монголин целгер Орон
Саруул хөгжлійн делгер гүрен
Үеійн үед енхжін бадартугай
Үүрдійн үүрд батжін мандтугай
Ачит нам алсиг гійгүүлж
Хүчіт түмен улсиг хөгжүүлж
Бууршгүй зүтгел дүүрен хөвчілсөн
Цуцашгүй темцел түүхійг товчілсон
Сайхан Монголин целгер Орон
Саруул хөгжлійн делгер гүрен
Үеійн үед енхжін бадартугай
Үүрдійн үүрд батжін мандтугай
Зөвлөлт Оронт заяа холбож
Девшілт олонтой Санаа нійлж
Хандусь зүгійг Бахтай барьсан
Манда коммунізмиг цогтой зорьсон
Сайхан Монголин целгер Орон
Саруул хөгжлійн делгер гүрен
Үеійн үед енхжін бадартугай
Үүрдійн үүрд батжін мандтугай

## 1950-1961
1.Дархан Манай хувьсгалт УЛС
Даяар Монголин аріун голомт
Дайсни хөлд хезее год орохгүй
Дандан енхжіж үүрд мөнхжінө.
ПРИСПІВ
Хамаг делхійн шударга улстай
Хамтран негдсен егнеег бехжүүлж
Хата зоріг, бүхій чадлаар
Хайрт Монгол Орно мандуулья.
2. Ачит Ленін Сталіни заасан
Ардин чөлөө, жаргалин замаар
Агуу Монгол Орно удірдсан
Ачит Сүхбаатар, Чойбалсан.
приспів
3.Зорігт Монголин Золту ардууд
Зовлонг тонілгож, жаргалиг едлев.
Жаргалин түлхүүр, хөгжлійн тулгуур
Жавхлант Манай Орон мандтугай.
приспів